# Liste von Programmzeitschriften
Eine Programmzeitschrift ist eine Zeitschrift, deren Hauptaufgabe die Berichterstattung über das Rundfunkprogramm (Hörfunk und Fernsehen) ist. 
Die Liste von Programmzeitschriften ist aufgeschlüsselt nach Ländern und Erscheinungsart.

## Australien
- TV Week

## Belgien
- Ciné Télé Revue
- Tele Star

## Deutschland
Abkürzungen/Erläuterungen (in Klammern, jeweils durch Schrägstrich getrennt; zu vervollständigende Angaben):
- U -  Umfang in Seiten (ca.)
- PA - Anteil der Seiten mit Programmübersichten und Programmtipps an der Gesamt-Seitenzahl in Prozent/% (ca.)
- Hö - mit Hörfunkprogramm (ausgewählte Sender)
- Di - mit Digitalsender-Programm
- Rä - mit umfangreicherem Rätselteil

### Erscheint wöchentlich
- Hörzu
- TV Hören und Sehen  (Hö)
- Gong
- Bild+Funk
- Funk Uhr  (Hö)
- Fernsehwoche
- Bildwoche
- auf einen Blick  (Hö)
- die zwei
- TV neu
- TV klar
- Super TV
- Dampf-Radio (nur Hörfunk)

### Erscheint 14-täglich
- TV Spielfilm / TV Spielfilm XXL (incl. Pay-TV-Programm)
- TV Movie / TV Movie Digital  (incl. Pay-TV-Programm)
- TV Today (Programmteil identisch mit TV Spielfilm)
- TV Digital (erscheint in verschiedenen Varianten: Sky, Sky Satellit, Vodafone Kabel Deutschland, Unitymedia, Telekom Entertain, XXL, Österreich) (Fr)
- TVdirekt
- tv14  (U 186 S. / PA 32 % / Di)
- TV piccolino
- TV für mich
- Mein TV und ich

### Erscheint 4-wöchentlich
- nurTV
- TV Sudoku (Programmteil identisch mit nurTV)
- TV Clever (Programmteil identisch mit nurTV)
- tv pur
- TV Schlau
- TV 4Wochen
- TV 4x7 (Programmteil identisch mit TV 4Wochen)
- TV!top
- nur digital (Ableger von nurTV, ausschließlich mit Pay-TV-Programm)
- Das Magazin (Deutschlandradio) monatlich für die drei Hörfunkprogramme des Deutschlandradios

### Erscheint als Beilage
- rtv (Beilage zu Tageszeitungen, wurde Ende 2023 eingestellt)
- prisma (Beilage zu Tageszeitungen)
- TV Stern (Beilage zum Stern)
- tv world (Beilage mit Programm der Digitalsender für Programmzeitschriften aus dem Bauer-Verlag)
- Einkaufaktuell (Postwurfsendung als Beilage zu Werbeprospekten, verteilt von der Deutschen Post)

### Ehemalige Programmzeitschriften
- Bildschirm
- Fernsehtag
- FF dabei (vormals Funk und Fernsehen der DDR)
- Funk, Berlin (1924–1944)
- Funk- und Fernseh-Illustrierte
- IWZ
- Kabel TV
- Programm (vormals Funk und Familie)
- Radio-Fernseh-Revue
- Rundfunk- und Fernsehprogramm (Henschelverlag, später Berliner Verlag)
- Schalt ein!
- Sieh fern! (später: Sieh fern! mit Avanti)
- Sieh Fern & Radiowoche
- Siehste
- Tele 14Tage
- telestar
- Telestunde
- Television
- TV Fernseh-Woche
- TV Guide (Verlagsgruppe Milchstrasse)
- TV heute
- TV Serien-Hits/TV Serien
- SAT-TV
- TV life (seit Ausgabe 16/2008 mit tv14 zusammengeführt)
- BWZ (frühere Beilage zur WAZ)
- Max TV (Beilage zur eingestellten MAX)
- tv.gold.de (Beilage zur eingestellten Zeitschrift gold.de)
- TV 49 (erschienen erstmals November 2008, eingestellt nach drei Ausgaben zum Januar 2009)
- TV Kochen
- TV Sünde
- TV4Men (Programmteil identisch mit TV Sünde)
- TV Genie (Programmteil identisch mit TV piccolino) (Rä)
- Roto TV
- TV Doku
- TV 4+1
- TV Wissen (eingestellt im Juli 2016)

## Frankreich
In Frankreich erscheinen derzeit 13 Programmzeitschriften. Sortiert nach der Auflage ergibt sich folgende Auflistung.
- TV Magazine
- Télé Z
- TV Hebdo
- Télé 7 Jours
- Télé Star
- Télé Loisirs
- Télé 2 semaines
- TV Grandes chaînes
- Télécâble Satellite Hebdo
- Télé Poche
- Télérama
- Télémagazine
- Télé TNT Programmes

## Großbritannien
- Radio Times (1923–2011: BBC, seit 2011: Immediate Media Company)
- TV Times (seit 1955: IPC Media Ltd)
- What’s on TV (seit 1991: IPC Media Ltd)
- TV & Satellite Week (seit 1993: IPC Media Ltd)
- TV Choice (seit 1999: Bauer Media Group)
- Total TV Guide (seit 2003: Bauer Media Group)
- TV Easy (seit 2005: IPC Media Ltd)

## Italien
- Radiocorriere TV (seit 1925)
- TV Sorrisi e Canzoni
- Tele più

### In Südtirol
- Dolomiten-Magazin
- ff – Das Südtiroler Wochenmagazin

## Luxemburg
- Télécran

## Österreich
- TV-Media
- Krone.TV (Beilage der Tageszeitung Kronen Zeitung)
- Tele (Beilage regionaler Zeitungen)
- TV Österreich (Beilage der Tageszeitung Österreich)
- TV-dabei (Fernsehbeilage der Wochenzeitschrift Die ganze Woche)

## Polen
- Fakt TV (Beilage der Tageszeitung Fakt)
- Gazeta Telewizyjna (Beilage der Tageszeitung Gazeta Wyborcza)
- Kropka TV (Fernsehmagazin der Supermarktkette Biedronka)
- Kurier TV
- Super TV
- Super Express TV (Beilage der Tageszeitung Super Express)
- Tele Świat

- Tele Tydzień
- To & Owo TV
- TV14
- TV Program

## Schweiz
- Free TV Schweiz
- Tele (bis Oktober 2004 Das Schweizer Medienmagazin)
- TV Star (vormals TR7)
- TV2
- TVtäglich

## USA
- TV Guide (erscheint auch in Kanada)
- TelevisionWeek
- TV & Satellite Week

## Radioprogrammzeitschriften vor 1950

### Deutschland
Bereits 1924 gab es über 30 deutschsprachige Rundfunkzeitschriften, von denen die meisten auch Rundfunkprogramme enthielten. Zu den wichtigsten gehörten
- Der Deutsche Rundfunk, 1923–1941/1944, erste deutsche Rundfunkzeitschrift, 1926 90.000 Exemplare
- Funk, 1924–1944, 1926 60.000 Exemplare
- Die Funk-Stunde, 1924–1937/1939, 1926 280.000 Exemplare, auflagenstärkste deutsche Rundfunkzeitschrift in dieser Zeit
- Die Sendung, 1924–1941
- Die Norag, Programmzeitschrift der Norddeutschen Rundfunk AG, 1926 100.000 Exemplare
- Die Mirag, Programmzeitschrift der Mitteldeutschen Rundfunk AG, 1926 50.000 Exemplare
- Hör mit mir, 1930–1944

### Weitere Länder
Australien
- ABC weekly (1939–59)

Belgien
- Programmabrochures van het NIR

Dänemark
- Radio ekko (1938–50)

Frankreich
- Radio national (1941–44)

Indien
- The Indian radio times/The Indian listener (1927–58)

Italien
- Radiorario (1925–29),
- Radiocorriere (1930–43)[3]

Kanada
- CBC program schedule/CBC times (1943–69)[4]

Niederlande
- Radio-luistergids (1925–27),
- Radio Expres (vor 1929–nach 1940)
- Radiobode (1928–41, 1945–58)

Österreich
- Radio Wien (1924–38, 1946–53)[5]

Portugal
- Rádio nacional (1937–)

Schweden
- Röster i radio (1930–94)[6]

Schweiz
- Schweizer(ische illustrierte) Radio-Zeitung (1927–58)

Spanien
- Radio Nacional (1938–)

Tschechoslowakei
- Radio-Journal (1923–38),
- Náš rozhlas (1939–1941, 1945–53),
- Týden rozhlasu (1941–45)

Türkei
- Radyo (1941–49)

Vereinigtes Königreich
- Radio times (seit 1923)[7]